# Patíbul
Un patíbul és un cadafal provisional construït, generalment de fusta, on es munta la forca per executar una pena de mort. Moltes ciutats medievals tenien fora de les muralles un camp dedicat a aquestes execucions, que aleshores eren públiques. Més tard es van fer a l'interior de les presons o es van reemplaçar per altres tècniques (garrot vil, guillotina…).